# Pornografie im Internet

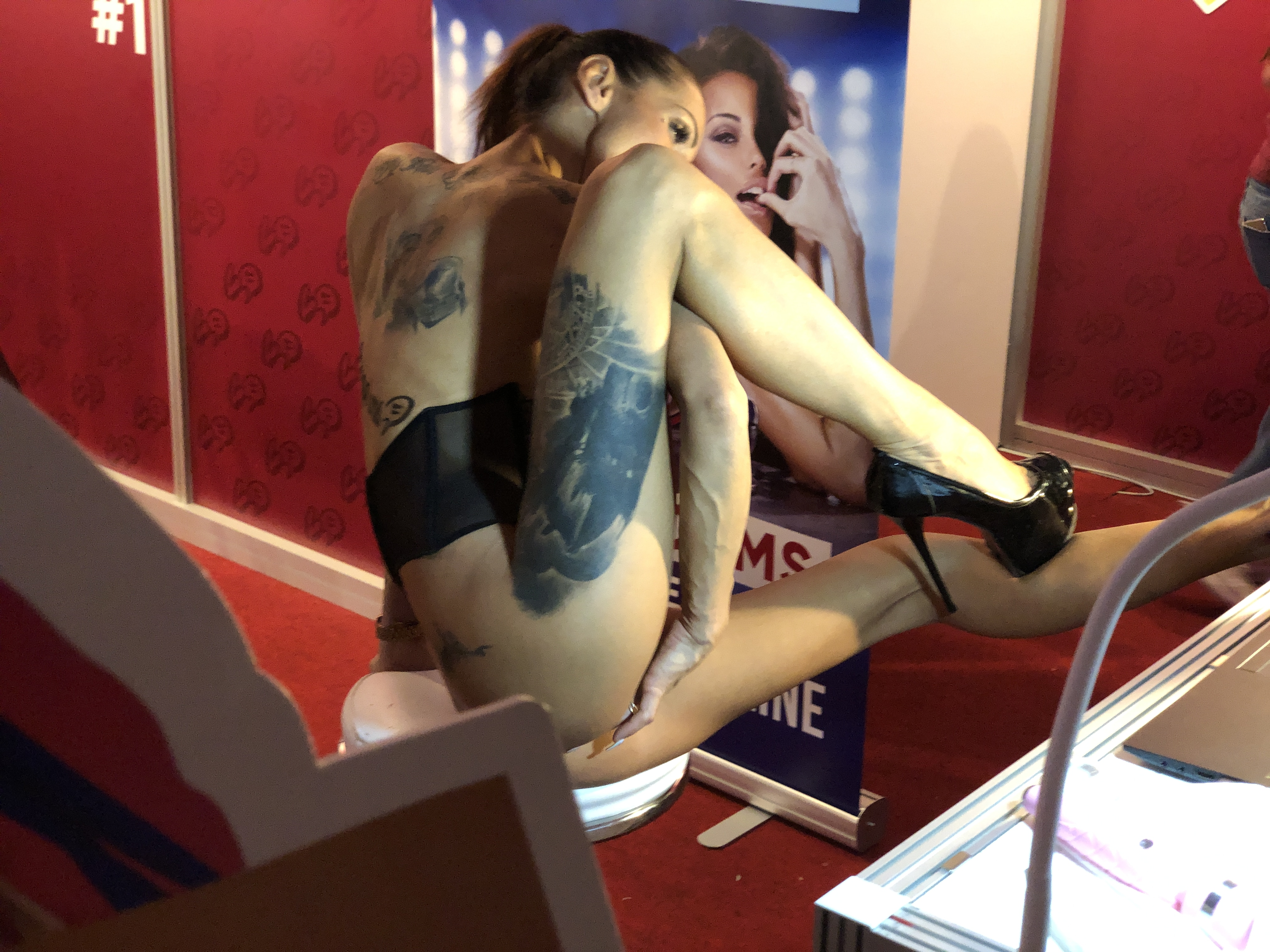
Camsex-Darstellerin auf der Venus Berlin 2019

Pornografie im Internet ist über verschiedene Netzplattformen verbreitete Pornografie. Das Internet ist durch Anonymität, Verfügbarkeit und teilweise kostenfreien Angeboten ein zentraler Verbreitungsweg von Pornografie geworden. Zu unterscheiden sind dabei reine Textangebote, Bild- und Filmmaterial sowie Computerspiele oder VR-Inhalte mit pornografischem Inhalt. Weiter können Online-Angebote im Gegensatz zu klassischen Vertriebswegen (wie Print oder DVD) auch Interaktivität bieten (Cam-Portale, Cam-Sex, Fernsteuerung von Sextoys), Übergänge zur Prostitution beispielsweise bei Amateur-Portalen sind fließend. Ebenso wird Cybersex angeboten (Untersuchungen dazu gibt es bereits etwa seit dem Jahr 2005) Die Entwicklung ermöglicht auch die spontane Erstellung von Aufnahmen im privaten Bereich, was auch zu Sexting führte. Der Jugendschutz und seine Durchsetzung, sowie die strafrechtliche Verfolgung illegaler Angebote, stoßen im Internet auf praktische Probleme.

## Konsumverhalten und Angebot
Im Jahre 2013 wurde Deutschland ein Spitzenplatz bei Zugriffen auf pornografische Seiten attestiert, basierend auf Zahlen des Web-Statistikdienstleisters SimilarWeb. Mit 12,5 % aller Webseitenaufrufe lag Deutschland vor den USA, Brasilien und Indien. Die Größenordnung des Pornografie-Anteils in der Onlinenutzung bestätigt sich in den Folgejahren, wobei präzise Bezifferungen des tatsächlichen Anteils methodisch schwierig sind und je nach Messgrößen (Aufrufe, Datenvolumen, Verweildauern) die Anteile differieren.
Vor allem junge Männer konsumieren oft Internetpornografie: Laut einer Studie von 2014 konsumieren 80 Prozent aller 15- bis 25-Jährigen mindestens einmal wöchentlich Pornografie. Im Durchschnitt beginnt der erste Kontakt mit Online-Pornografie mit 14 Jahren, mit sinkender Tendenz: So gaben 14- und 15-jährige Jungen an, dass sie beim Erstkontakt im Durchschnitt 12,7 Jahre alt waren; bei den 16–17-Jährigen lag das Alter bei 14,1 Jahren, bei den 18–20-Jährigen bei 14,9 Jahren. Im Jahre 2008 ergab eine Umfrage, dass 20,6 Prozent aller männlichen Jugendlichen täglich Pornografie konsumieren, bei den gleichaltrigen Mädchen waren es 1,4 Prozent. Der Erstkontakt mit Pornografie verlegt sich aber auch bei Frauen deutlich nach vorn. Die Onlineverfügbarkeit von Pornografie führt dabei auch generationenübergreifend zu ihrer stärkeren Nutzung.

## Online-Pornografieangebote

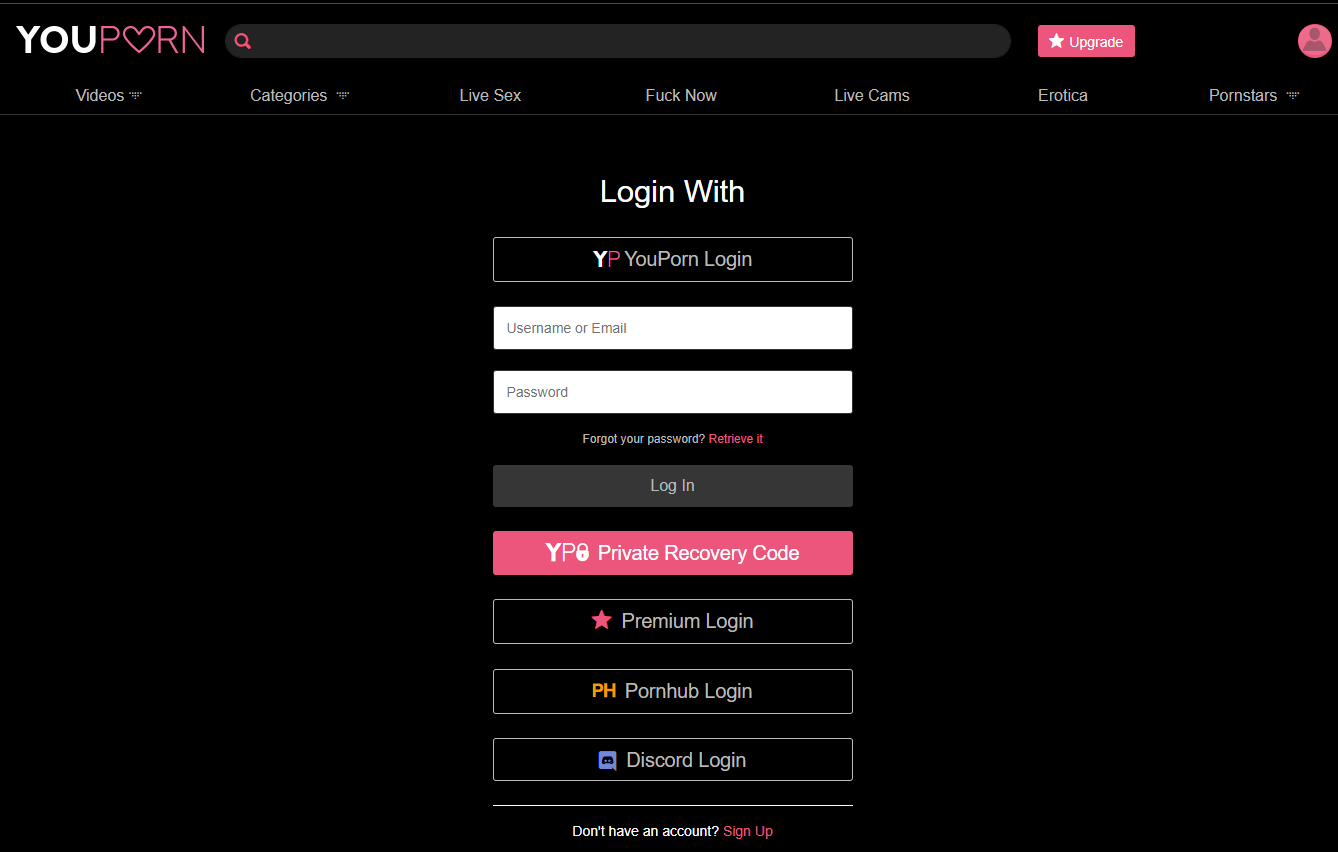
Login-Seite des Porn-Portals YouPorn

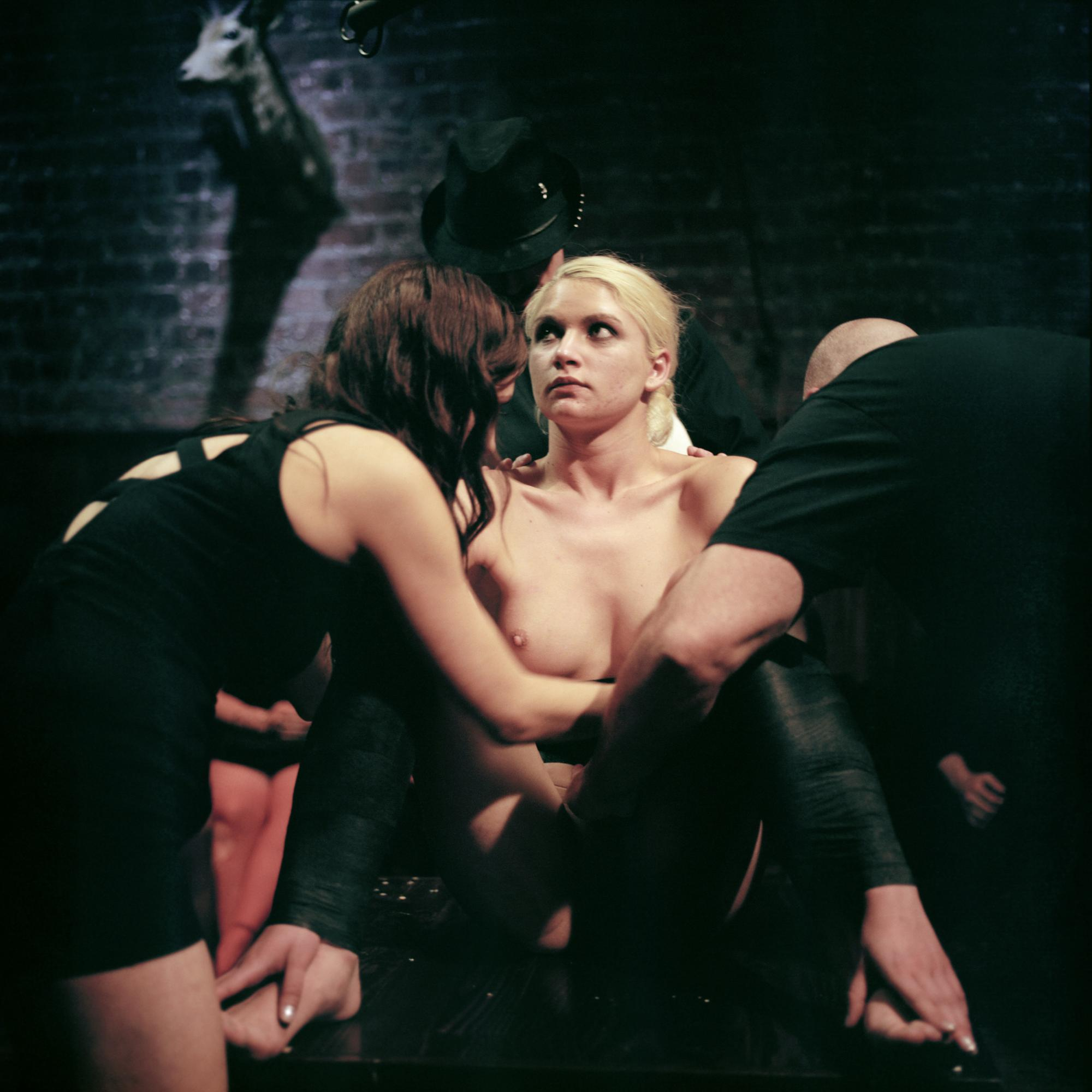
Filmset des BDSM-Portals Kink.com

### Kostenpflichtige Plattformen
Gängige Abrechnungsmodelle für Online-Pornografieangebote sind Abonnements: eine monatliche Gebühr wird abgebucht, im Gegenzug wird ein unbegrenzter Zugriff auf die Plattforminhalte gewährt. Insbesondere auf Camsex/Amateurportalen gängig sind Credit/Tokensysteme, bei denen ein Plattform-Guthaben erworben und für einzelne Angebote ausgegeben werden kann. Micropayment-Systeme wie T-Pay oder ClickandBuy sowie PayPal oder elektronische Lastschriftverfahren werden ebenfalls häufig angeboten.
Problematisch für die Branche sind Finanzdienstleister, die die Geschäftspartnerschaft einstellen. Mastercard und Visa lehnten 2022 ab, weiterhin Zahlungen für Mindgeek (heute: Aylo, Betreiber von u. a. Pornhub) abzuwickeln, 2020 stellte Paypal die Bezahlmöglichkeit für Performer auf Pornhub ein. Unter anderen deswegen gewannen alternative Bezahlmethoden an Bedeutung.
Keine Rolle mehr spielen Dialer, die mit der Verbreitung von Breitband-Internetzugängen irrelevant wurden. Kryptowährungen werden vereinzelt als Zahlungsmittel angeboten.

### Kostenlose Angebote
Kostenfreie Online-Pornografieangebote zerfallen in zwei Hauptgruppen. Eine große Menge an pornografischen Medien wird von den Produzenten selbst kostenlos angeboten bzw. Affiliate-Plattformen zur Vermarktung zur Verfügung gestellt. Diese dienen zur Vermarktung der kostenpflichtigen (Abo-)Angebote der Produzenten und werden auf zahlreichen Plattformen verbreitet. Zusätzliche Monetarisierungsmöglichkeiten ergeben sich für die Vermarktungsplattformen durch Werbeeinblendungen für weitere thematisch passende Angebote (Dating, Potenzmittel, Sexarbeit etc.). Die weitgehend unkontrollierte Weiterverbreitung dieser Medien ist in der Regel toleriert oder gewünscht, da sie Aufmerksamkeit für die jeweiligen Produzenten/Pornstars und ihr kostenpflichtiges Vollangebot schafft. In der Regel sind die so verbreiteten Medien kürzer, von niedrigerer Qualität oder es fehlen Interaktionsmöglichkeiten.
Gegen den Willen der Produzenten verbreitet werden pornografische Inhalte online analog zu illegal verbreiteten Filmen oder Programmen. Die Verbreitung findet beispielsweise über Sharehoster oder Filesharing-Systeme statt, teils werden auch komplette Videoplattformen mit Inhalten aus den kostenpflichtigen Abobereichen von Portalen wie MyDirtyHobby oder OnlyFans illegal erstellt und vermarktet.

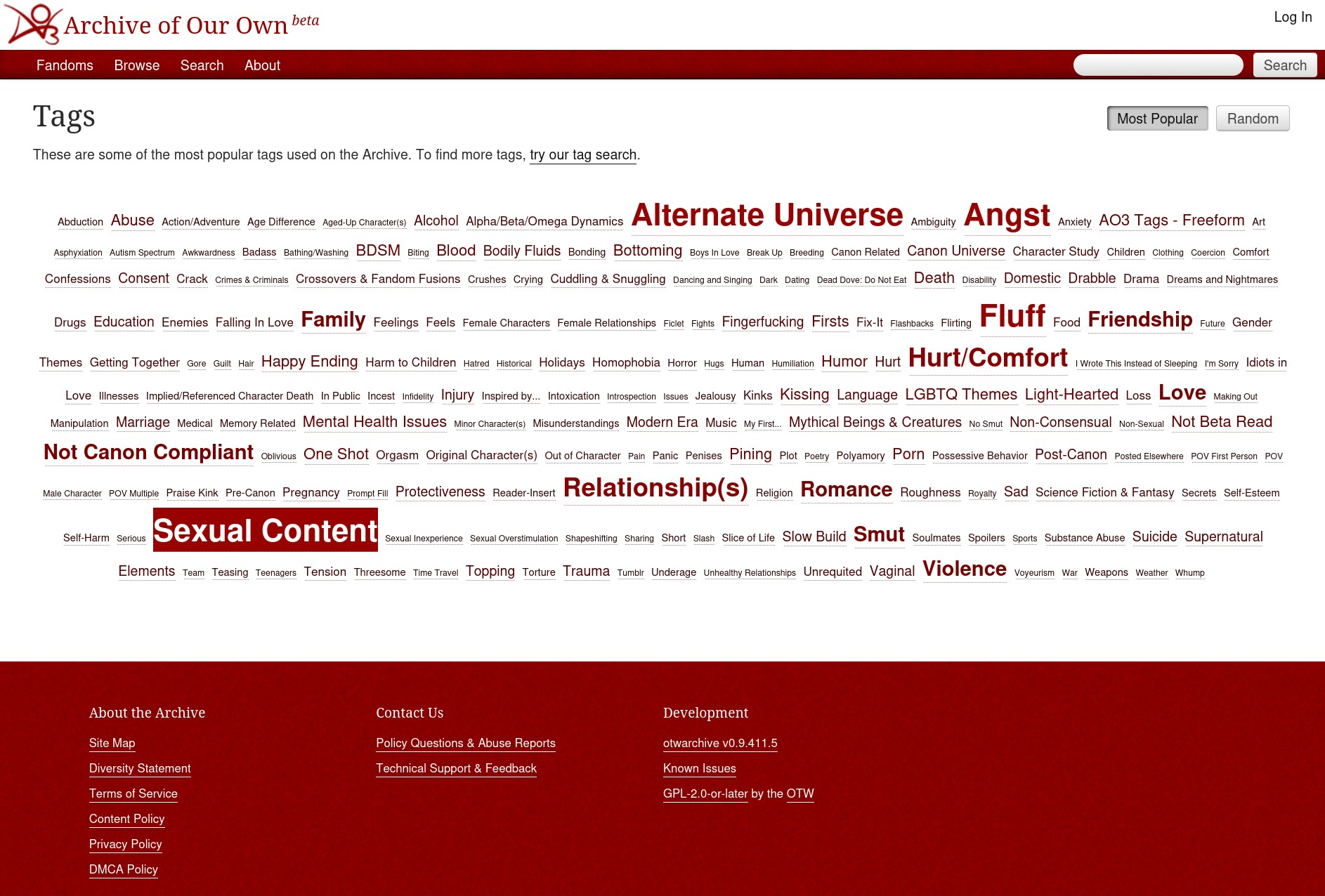
Tag-Übersicht des Fanfiction-Portals Archive of Our Own

Eine Sonderrolle nehmen community-generierte Inhalte ein. In Sex- und Swingercommunities werden im Rahmen der Pflege eigener Profile auch pornografische Selbstdarstellungen veröffentlicht, je nach Plattform sind diese nur für angemeldete oder (zahlende) Premium-Mitglieder zugänglich. Ein völlig anderer Typus an Pornografie entsteht in Fan-Fiction-Communities, in denen alternative Geschichten um reale oder erfundene Akteure von Fans erstellt werden. Ein bedeutender Anteil der Geschichten und Medien sind erotisch bis pornografisch. Bemerkenswert ist der hohe Frauenanteil, der diese Art Erotik/Pornografie im Netz erstellt und konsumiert. Eine quantitative Studie nennt einen über doppelt so hohen Frauen- als Männeranteil bei der Erstellung erotischer FanFiction, Döring kommt zum Schluss, dass

„...erotische Fan Fiction ein sexualitätsbezogenes, partizipatives Mediengenre ist, das von weiblichen und queeren Amateur-Autoren dominiert wird. Trotz begrenzter Forschungslage sind bei Lesern und Autoren Empowerment-Effekte sichtbar, da erotische Fan Fiction die Grenzen der traditionellen männlich-dominierten und cis/heteronormativen Darstellungen von Sexualität überschreitet.“

## Amateurpornografie

### Online verbreitete Amateurpornografie
Mit der Entstehung von Web 2.0 und User-generated Content kam es in den 2000er Jahren zum Aufstieg der Amateurpornografie (auch als Porn 2.0 bezeichnet). Eingesetzt hatte der Prozess bereits in den 1980er-Jahren, als mit erschwinglichen Hand-Videokameras die Produktion technisch einfach wurde. Mit dem Internet wurde auch die Distribution drastisch vereinfacht, was zu einer „Demokratisierung der Pornografie“ führte: Während bis dahin Pornografie von professionellen Produzenten und Darstellern hergestellt und kommerziell vertrieben wurde, verbreiteten nun zunehmend Amateure ihre Inhalte online. Insbesondere mit der Gründung der Plattform YouPorn im Jahr 2006 und den zahlreichen Nachahmern kam es zu einer massiven Verbreitung. Das Prinzip der Plattformen basierte darauf, dass Amateure, also Durchschnittspersonen ohne Verbindung zur kommerziellen Pornografie, sich bei sexuellen Handlungen filmen oder fotografieren und die Inhalte dann auf entsprechende Seiten hochladen.

Logo des Amateurporn-Portals MyDirtyHobby

Der Trend wurde von den professionellen Produzenten aufgegriffen, einschlägige Portale in der Folge auch mit professionell entstandenem Material befüllt, um die als „authentischer“ wahrgenommene Marktnische zu bedienen. So sei inzwischen

„...ein Großteil der Amateurpornografie tatsächlich von Porn-Unternehmen professionell produziert und wird daher als "Pro-Amateur-", "sogenannter" oder "Fake-" Amateur-Porn bezeichnet. Amateurporn wird oft als attraktiv empfunden, weil er die authentische Darstellung "echter" Menschen beim "echten" Sex beinhalte, selten gescripted sei, individuellere sexuelle Interessen erlaube und bemerkenswerte Einsichten in das Sexualleben der Menschen ermögliche. Weiter wird heterosexueller Amateurporn oft als gleichberechtigter und weniger objektifizierend - insbesondere Frauen gegenüber - wahrgenommen als kommerzielle Pornografie.“

Andere Studien ergaben indessen, dass Amateurpornografie stärkere Ungleichheiten und Objektifizierungen aufweise als professionelle Produktionen. Die Akteure würden einerseits daran scheitern, progressiv oder subversiv zu sein und versuchen andererseits, das abzubilden, was ihrer Vorstellung nach in Pornografie vorkommen müsse.
Nicht kommerzielle Amateurpornografie aus selbst gemachten Aufnahmen von Einzelpersonen oder Paaren wird im Internet beispielsweise in (anmeldepflichtigen) Sexcommunities verbreitet. Übergänge zu quasi-professioneller Produktion mit Gewinnabsicht sind fließend, so dass die Grenzen zwischen Amateur- und professionellem Genre verschwimmen. Amateurpornografie im öffentlich zugänglichen Internet wird vor allem für Amateurportale wie beispielsweise mydirtyhobby erstellt. Anders, als die „Amateur“-Bezeichnung nahelegt, werden sie dort monetarisiert, wobei die gängige Marge für die Darstellenden bei 25 % der Einnahmen über deren Inhalte liegt. Manche „alternativen“ Portale schütten mehr aus.
Als eine neue Art der „Verschmelzung von [pornografischer] Content Creation und Sexarbeit“ gilt OnlyFans. Mit einer vergleichsweise niedrigen Hosting-Pauschale der Plattform von 20 % konnte die Plattform insbesondere während der COVID-Pandemie ab 2019 und der damit einhergehenden Kontaktbeschränkungen an Reichweite gewinnen. Die teils hochindividualisierte Dienstleistung schafft und erschließt damit weitere Nischen, die mit pornografischen Inhalten bedient werden können, fordert von den Darstellenden jedoch eine neue Qualität auch emotionaler Arbeit ein, die vom Publikum verlangt und für die kommerziell erfolgreiche Tätigkeit notwendig sein kann. Domnik konstatiert, dass in der digitalen Sexarbeit die "Emotionsarbeit auf OnlyFans eine neue Gestalt annimmt."

### Pornografie in der Online-Kommunikation
Zu unterscheiden von den so verbreiteten Medien sind Inhalte, die nur für direkte Kommunikationspartner bestimmt sind. Die Verfügbarkeit entsprechender Aufnahmetechnik (Webcam, Smartphones) ermöglicht das spontane, schnelle Erstellen und Versenden pornografischer Inhalte. So finden in sozialen Netzwerken Selfies mit Nacktbildern Verbreitung.
Eine spezielle Form stellt das Sexting dar, wobei mit Smartphones entsprechende Aufnahmen gemacht und im Freundeskreis verschickt werden. Praktiziert wird Sexting unter Jugendlichen, wo der mit der Selbstdarstellung einhergehende Nervenkitzel eine Art Mutprobe darstellen kann. Je nach Alter der verschickenden Person kann dabei Kinder- oder Jugendpornografie entstehen. Sexting ist auch eine gängige Praxis bei Fernbeziehungen. Auch bei Sexting können durch Formen des Micropayment Grenzen zur kommerziellen Pornografie verschwimmen: die hochladende Person erhält für jede Sichtung des Fotos oder Videos einen meist geringen Geldbetrag.
Vor missbräuchlichem Gebrauch, Druckausübung sowie Nötigung durch Dritte besonders von weiblichen Jugendlichen in Bezug auf das Herstellen und Versenden pornografischer Fotos warnen sowohl Medien, wie auch staatliche Stellen und Jugendschutzorganisationen, beispielsweise die gemeinnützige Stiftung Pro Juventute in der Schweiz.
Des Weiteren wird für die Abgabe von Bild- und Nutzungsrechten an Anbieter sozialer Netzwerke sensibilisiert, zumal die Fotos nahezu unmöglich zu löschen seien und bestimmte berufliche Wege somit verschlossen bleiben können.

## Gesellschaftliche Rezeption
Die gesellschaftliche Debatte um Online-Pornografie war lange geprägt von der angenommenen negativen Wirkung, die frei verfügbare Pornografie insbesondere für Kinder und Jugendliche haben könnte. Für Erwachsene wurden Möglichkeiten der Gewöhnung, des Einübens von Stereotypen sowie dem Entstehen negativer Selbst- und Fremdbilder benannt. Eine Studie von pro familia konstatierte bereits 2006 einerseits, dass Kinder und Jugendliche zu einem hohen Anteil bereits online Inhalte gesehen hätten, die ihnen nicht zugänglich gemacht werden dürfen oder deren Verbreitung unter Strafe steht. Andererseits stellte sie fest, dass diese Inhalte aktiv aufgesucht und in großem Umfang konsumiert werden, sowie

„...das Wissen um diese Inhalte längst Bestandteil der Erfahrung von Kindern und Jugendlichen ist. Kontrolle ist da sicher eine Möglichkeit des Umgangs. Weitaus sinnvoller erscheint jedoch, dass Sexualität und Internet zum Thema gemacht werden.“

Der Fokus verschob sich im Folgenden zu konstruktiveren Ansätzen. So konstatiert Döring 2016, dass 

„auch die bestehenden Chancen des Internets für die sexuelle Entwicklung Jugendlicher erkundet und gefördert werden. Denn in Offline-Welten vielfach für Jugendliche noch bestehende sexuelle Probleme und Herausforderungen können mithilfe von Online-Ressourcen teilweise sehr konstruktiv bearbeitet werden.“

  Befürchtungen, Jugendliche hätten beim Pornografiekonsum „unter dem irreführenden Einfluss der für sie allgegenwärtigen Internet-Pornografie immer früher, immer bindungsloser, immer verantwortungsloser Sex“, bestätigen sich empirisch nicht, vielmehr zeigen die fünfjährlich erhobenen Daten der BZfGÄ positive Entwicklungen bezüglich Aufklärung und Verhütung, eine starke Orientierung zur Paarbeziehung und kontinuierlich rücklaufende Trends der Teenager-Schwangerschaften.

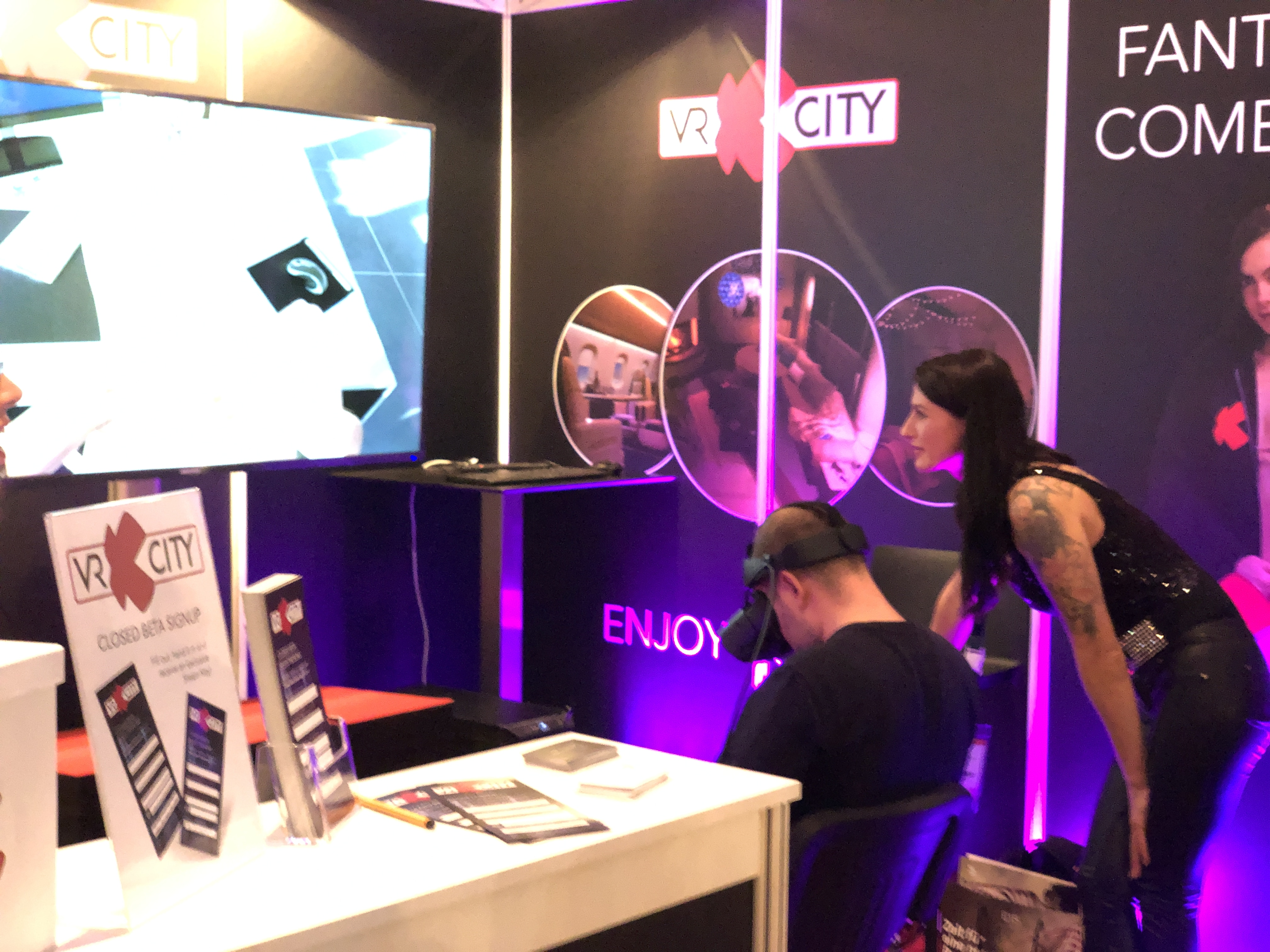
VR-Pornografie, präsentiert auf der Venus Berlin 2019

Pornografie gilt generell als Innovationstreiber für Technologien und ihre gesellschaftliche Durchdringung. Für das Internet wurde Online-Pornografie als Vorreiter für Online-Abrechnungsmodellen über Telefoneinwahl wie auch für zuverlässige Loginsysteme angeführt, weiter wird der Playboy als einer der ersten Nutzer kommerzieller Watermark-Technologien zur verdeckten Kennzeichnung digitaler Bilder genannt. Die Wurzeln moderner Online-Videokonferenzsysteme lägen in ebenfalls via Dialer abgerechneten Online-Peepshows der späten 1990er-Jahre.
Verschiedene Formen der Sexarbeit wurden durch Online-Pornografie auch teils stark verändert. Neben der Verwischung der Grenzen zwischen der Produktion digitaler Pornografie und Prostitution habe „Online- und Digitaltechnologie mobilere und flexiblere Formen der Sexarbeit ermöglicht“. Konkret werde beispielsweise die Selbstvermarktung vereinfacht, existieren mehr Möglichkeiten zu rein online-basierten Kundenkontakten sowie generell mehr Businessmodelle. Demgegenüber seien auch neue Formen und Möglichkeiten von Missbrauch und Gewalt entstanden.

## Rechtslage in Deutschland
Pornographie im Internet ist in Deutschland aufgrund gesetzlicher Bestimmungen gem. § 184 ff. StGB zumindest für den Bereich des Jugendschutzes strafbar (s. Verbreitung pornographischer Inhalte). Insbesondere dann, wenn pornographische Inhalte gem. § 11 III StGB Personen unter 18 Jahren zugänglich gemacht werden. Der § 184d StGB wurde durch das 60. StÄG aufgehoben. Grund dafür ist die Erweiterung des Rechtsbegriffs Inhalt (§ 11 Abs. 3 StGB), sodass die dort geregelten Tatbestände in den anderen Strafvorschriften aufgehen.
Anbieter, die kein Altersnachweissystem (AVS) verwenden, machen sich dabei nach deutschem Recht strafbar. Öffentliche Sammlungen, die harte Pornografie enthalten, sind auch mit AVS strafbar.
Neben Strafverfolgung und Jugendschutz setzten sich dabei auch Pornografieanbieter gegen Online-Angebote ein. Mitte 2007 ließ der deutsche Anbieter Kirchberg Logistik GmbH für 2,7 Millionen Arcor-Kunden den Zugang zu drei ausländischen Seiten wie z. B. YouPorn mit der Begründung sperren, dass die Alterserklärung, sprich die bloße Erklärung, dass man das 18. Lebensjahr vollendet habe, nicht mit dem deutschen Recht vereinbar sei. Die Sperrung wurde nach wenigen Tagen wieder aufgehoben.